# Kurt Reuthe
Kurt Gottfried Reuthe (* 25. Oktober 1881 in Güsten; † 22. März 1968 in Celle) war ein deutscher Nationalsozialist und Jurist im Dritten Reich, zuletzt Oberlandesgerichtspräsident in Oldenburg.

## Leben

### Frühe Karriere
Reuthe war der Sohn eines Zolldirektors, besuchte die Gymnasien in Zerbst und Dessau und studierte nach dem Abitur ab 1900 Rechtswissenschaften in Göttingen und Halle/Saale. Seit 1900 gehörte er der Burschenschaft Brunsviga Göttingen an.
1903 legte er vor dem Prüfungsamt des Oberlandesgerichts Naumburg die 1. Juristische Staatsprüfung ab. Nachdem er bis 1904 Militärdienst geleistet hatte, absolvierte er im Oberlandesgerichtsbezirk Naumburg seinen Juristischen Vorbereitungsdienst, den er 1909 mit der Großen Juristischen Staatsprüfung beendete. 1907 promovierte er an der Universität Rostock mit einer Arbeit zum Thema „Der Erbverzichtsvertrag nach dem Bürgerlichen Recht“. 1909 wurde er als Gerichtsassessor in den preußischen Staatsdienst übernommen und erhielt ein Jahr später eine Planstelle als Landrichter in Liegnitz. Nach einer vorübergehenden Abordnung an das Preußische Justizministerium wurde er 1920 zum Oberlandesgerichtsrat und 1928 zum Senatspräsidenten beim Oberlandesgericht Celle befördert. 

### Im Nationalsozialismus
Zum 1. Mai 1933 trat Reuthe der NSDAP bei (Mitgliedsnummer 2.576.027) und wurde Mitglied mehrerer ihrer Unterorganisationen. Nach Einschätzung seiner Dienstvorgesetzten war er ein überzeugter Nationalsozialist. 1935 wurde er zum Vizepräsidenten des Oberlandesgerichts Celle ernannt und übernahm zugleich den Vorsitz des dem Oberlandesgericht angeschlossenen juristischen Prüfungsamtes. Als Vorsitzender der Dienststrafkammer beim Oberlandesgericht Celle diskreditierte sich Reuthe 1938 in einem Disziplinarverfahren gegen den Kommandeur der Emslandlager durch ein außerordentlich mildes Urteil. Unter seinem Vorsitz bewertete die Kammer den dem Beschuldigten zur Last gelegten Vorwurf der Gefangenenmisshandlung mit kaum haltbarer Begründung als nicht pflichtwidrig. 
Wohl als Kandidat des Reichsjustizministeriums, wurde Reuthe am 1. Oktober 1939 zum Präsidenten des Oberlandesgerichts Oldenburg ernannt und übte dieses Amt bis zum Zusammenbruch des Dritten Reiches aus. Während seiner Amtszeit verstärkte sich die Einflussnahme der nationalsozialistischen Machthaber auf die Richterschaft durch rechtswidrige Weisungen und Vorschriften, seit 1942 auch durch sogenannte Richterbriefe, in denen Urteile kritisiert und zugleich Richtlinien für die politisch erwünschte Rechtsprechung ausgegeben wurden. Als Oberlandesgerichtspräsident leitete Reuthe die seit 1942 regelmäßig stattfindenden Besprechungen über anstehende und bereits entschiedene Strafsachen, die der Steuerung und Lenkung der Rechtsprechung dienten. Er trug dazu bei, nationalsozialistische Rechtsvorstellungen in die Praxis umzusetzen. Eventuell hat er vermutlich aber in Einzelfällen Angehörige der Justiz geschützt und mäßigend gewirkt. Am 23. und 24. April 1941 war Reuthe Teilnehmer der Tagung der höchsten Juristen des Dritten Reiches in Berlin über die Informierung über die "Vernichtung lebensunwerten Lebens" mittels Gas, die vom Staatssekretär im Justizministerium Franz Schlegelberger ausgerichtet wurde und bei der die Euthanasie-Morde der Aktion T4 eine scheinbare Legalisierung erfuhren.

### Nach Kriegsende
Nach dem Zweiten Weltkrieg kam er zunächst in Internierungshaft. Nach der Durchführung des Entnazifizierungsverfahrens wurde er mit Billigung der Britischen Militärregierung zum 1. Januar 1947 in den Ruhestand versetzt. Er lebte als Pensionär in Celle.
Im Oktober 1967 wurde vom Landgericht Limburg die gerichtliche Voruntersuchung gegen ehemalige Juristen des Dritten Reiches wegen der Euthanasie-Morde unter dem  Verdacht der Beihilfe zum Mord eröffnet. Reuthe starb im Jahre 1968, bevor ein gerichtliches Hauptverfahren gegen ihn eröffnet werden konnte.

## Familie
Reuthe war ab dem 18. April 1911 mit Lonny Hartmann († 1968) verheiratet. Beide aus der Ehe hervorgegangenen Söhne fielen im Zweiten Weltkrieg. 